# Aipysurus tenuis
Aipysurus tenuis е вид влечуго от семейство Elapidae.

## Разпространение
Видът е разпространен в Австралия.